# Kabupaten de Grobogan
Le kabupaten de Grobogan, en indonésien Kabupaten Grobogan, est un kabupaten de la province indonésienne de Java central. Son chef-lieu est Purwodadi.

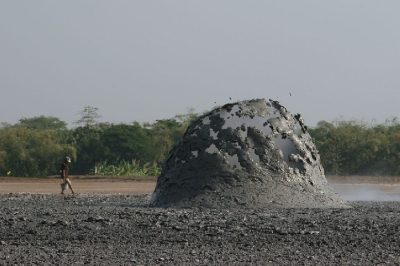
Volcan de boue Bledug Kuwu, Java central, Indonésie

## Géographie
Le kabupaten est bordé :
- Au  nord, par ceux de Kudus, Demak et Pati,
- À l'est, par celui de Blora,
- Au sud, par ceux de et Boyolali et
- À l'ouest, par celui de Semarang.

## Histoire
Des inscriptions du VIIIe siècle et suivants mentionnent un royaume du nom de "Mdang". Pendant longtemps, comme l'essentiel des monuments de Java central de la période hindou-bouddhique indonésienne se trouve dans la moitié méridionale, les chercheurs se sont efforcés d'identifier le site de Medang dans cette région, sans succès.
Or, on trouve dans le kabupaten plusieurs toponymes contenant le nom de "Medang" : Medang, Medang Kemit, Medang Kemulan, Medang Ramesan etc. Les traditions locales parlent d'un royaume de Mendang Kemulan qui aurait été situé dans cette région. On s'accorde donc aujourd'hui à penser que le royaume de Medang se trouvait dans le kabupaten de Grobogan.
En 1726, le Susuhunan Amangkurat IV du royaume de Mataram nomme un homme de sa suite, Wongsodipo, bupati monconagari ("gouverneur de la marche") de Grobogan avec le titre de Raden Tumenggung Martopuro. Comme la situation à Kartasura, la capitale de Mataram, était incertaine en raison des guerres de succession qui ravageaient alors Java, Martopuro reste à la cour. Il détache à Grobogan son neveu et gendre Raden Tumenggung Suryonagoro avec pour mission de mettre en place l'administration de la province, jusqu'au village.
En 1864, le gouvernement colonial hollandais transfère le chef-lieu du kabupaten à Purwodadi.

## Tourisme

### La "flamme éternelle" de Mrapen
Dans l'ouest du kabupaten, à Mrapen, se trouve un puits qui produit une flamme éternelle. Cette flamme sert à allumer la torche portée lors de la cérémonie bouddhiste du Waisak qui se tient chaque année au temple de Borobudur, situé plus au sud.

### Le mausolée de Ki Ageng Selo
À l'est de Purwodadi se trouve le mausolée de Ki Ageng Selo, grand-père de Ki Gede Pamanahan, fondateur du second royaume de Mataram et ancêtre des actuelles maisons royales de Surakarta et Yogyakarta, et princières du Mangkunegaran et du Pakualaman.

## Transport
Purwodadi, le chef-lieu du kabupaten, est situé sur la route qui relie Semarang, la capitale provinciale, à Surabaya, capitale de la province de Java oriental.